# Mastung
Mastung (en ourdou : مستونگ) est une ville pakistanaise située dans la province du Baloutchistan. Elle est la capitale du district de Mastung et est située à moins de cinquante kilomètres au sud de la capitale provinciale Quetta.

## Démographie
La ville connait une forte diversité ethnique et linguistique, étant située à la limite des zones de peuplements des diverses communautés du Baloutchistan. Les habitants sont surtout des Pachtounes, Baloutches et Brahouis.
La population de la ville a été multipliée par plus de trois entre 1972 et 2017 selon les recensements officiels, passant de 10 397 habitants à 35 129. Entre 1998 et 2017, la croissance annuelle moyenne s'affiche à 2,0 %, un peu inférieure à la moyenne nationale de 2,4 %.
|            | 1972 (rec.) | 1981 (rec.) | 1998 (rec.) | 2017 (rec.) |
| ---------- | ----------- | ----------- | ----------- | ----------- |
| Population | 10 397      | 16 450      | 24 131      | 35 129      |

## Sécurité
La ville a été le théâtre de plusieurs attentats meurtriers dans le cadre de l'insurrection islamiste qui frappe le nord-ouest du pays. Le plus violent a eu lieu le 13 juillet 2018 quand une attaque suicide contre un meeting de Siraj Raisani (candidat du Parti baloutche Awami à un siège de député provincial) tue 149 personnes dont le candidat. Revendiqué par l'organisation État islamique, c'est le second attentat le plus meurtrier de l'histoire du pays,.